# Рок (студия)
Творческо-производственное объединение «Рок» — российская кинокомпания, занимающаяся производством художественных и документальных фильмов. Генеральный директор — Алексей Учитель. Продюсер — Кира Саксаганская.

## История
Студия «Рок» основана в 1991 году. Своё название студия получила от одноимённого фильма, снятого Алексеем Учителем в период перестройки, о рок-героях эпохи СССР. Документальный фильм «Рок» сегодня — своего рода летопись российского рока.
Первый игровой фильм, произведённый на студии, «Мания Жизели», был посвящён балерине Ольге Спесивцевой — её головокружительной карьере в императорском балете и советском театре, последующей эмиграции, сумасшествию и полному забвению.

## Деятельность и достижения студии
В декабре 2011 года студии исполнилось 20 лет, за это время фильмы студии получили более 60 призов различных международных фестивалей..
В 2012 году студия «Рок» стала победителем тендера на разработку нескольких совместных кинопроектов, разрабатываемых российскими и германскими кинематографистами.
Фильмы студии «Рок» награждались премией «Ника» в различных номинациях одиннадцать раз, премией «Золотой орёл» — семь раз. В июне 2012 года на 23 открытом российском кинофестивале «Кинотавр» в Сочи фильм студии «Рок» «Я буду рядом» получил Главный приз фестиваля, а фильм «Дорога на» был награждён дипломом и специальным призом «Future Shorts» в конкурсе «Кинотавр „Короткий метр“». Большое количество призов получили фильмы «Майор» (2013) и «Дурак» (2014).
Одно из приоритетных направлений работы — дебютная линия студии, благодаря которой многие молодые режиссёры получили возможность снять своё первое полнометражное кино (например, режиссёр Дуня Смирнова сняла свой первый фильм «Связь» на студии «Рок»). На Каннском кинофестивале 2012 года ученица Алексея Учителя Таисия Игуменцева победила в конкурсе студенческих фильмов «Cinefondation» с фильмом «Дорога на».
Кроме игровых картин на студии «Рок» снимаются и документальные фильмы: «Бизнес по-русски» (о проблемах малого бизнеса в России), «Музыкант» (о пианисте Денисе Мацуеве), «Захар» (о писателе Захаре Прилепине).
Студия «Рок» вошла в список десяти компаний лидеров отечественного кинопроизводства в 2018 году, утверждённый попечительским советом Фонда Кино. При определении лидеров оценивалась деятельность кинокомпаний за последние пять лет (с 1 января 2013 года по 31 декабря 2017 года) по трём критериям: продолжительность работы компании на рынке и количество выпущенных ею фильмов; количество наград кинофестивалей и кинопремий, посещаемость фильмов компании в кинотеатрах, телевизионный рейтинг и кинотеатральный прокат за рубежом.

### Фильмография студии
| Дата | Фильм                             | Режиссёр           | Сценарист                        | Бюджет         | Сборы          | Госфинансирование                                                                      |
| ---- | --------------------------------- | ------------------ | -------------------------------- | -------------- | -------------- | -------------------------------------------------------------------------------------- |
| 1995 | Мания Жизели                      | Алексей Учитель    | Авдотья Смирнова                 | —              | —              | Роскомкино                                                                             |
| 2000 | Дневник его жены                  | Алексей Учитель    | Авдотья Смирнова                 | —              | —              | Роскомкино                                                                             |
| 2003 | Прогулка                          | Алексей Учитель    | Авдотья Смирнова                 | —              | 20 млн руб.    | Минкульт                                                                               |
| 2005 | Космос как предчувствие           | Алексей Учитель    | Александр Миндадзе               | ≈ $ 2 000 000  | 29 млн руб.    | Роскультура                                                                            |
| 2006 | Связь                             | Авдотья Смирнова   | Авдотья Смирнова                 | —              | 7 млн руб.     | Роскультура                                                                            |
| 2008 | Игра                              | Александр Рогожкин | Александр Рогожкин               | —              | 8 млн руб.     | Роскультура / Первый каналref name="автоссылка2">указано в начале фильма на 0:14</ref> |
| 2008 | Пленный                           | Алексей Учитель    | Тимофей Декин                    | ≈ $ 2 000 000  | 3 млн руб.     | Роскультура                                                                            |
| 2010 | Край                              | Алексей Учитель    | Александр Гоноровский            | ≈ $ 12 000 000 | 158 млн руб.   | РЖД / Первый канал                                                                     |
| 2010 | Жить                              | Юрий Быков         | Юрий Быков                       | —              | 0,2 млн руб.   | Минкульт                                                                               |
| 2012 | Слон                              | Владимир Карабанов | Александр Дорбинян               | —              | 0,8 млн руб.   | Минкульт                                                                               |
| 2012 | Я буду рядом                      | Павел Руминов      | Павел Руминов                    | —              | 1 млн руб.     | Минкульт                                                                               |
| 2013 | Майор                             | Юрий Быков         | Юрий Быков                       | ≈ $ 2 000 000  | 4 млн руб.     | Фонд Кино                                                                              |
| 2013 | Отдать концы                      | Таисия Игуменцева  | Александра Головина              | ≈ $ 1 000 000  | 0,4 млн руб.   | Минкульт                                                                               |
| 2013 | 7 главных желаний                 | Вадим Соколовский  | Вадим Соколовский                | ≈ $ 1 200 000  | 15 млн руб.    | Минкульт / Фонд Кино                                                                   |
| 2014 | Восьмёрка                         | Алексей Учитель    | Александр Миндадзе               | ≈ $ 4 000 000  | 11 млн руб.    | Фонд Кино                                                                              |
| 2014 | Дурак                             | Юрий Быков         | Юрий Быков                       | ≈ $ 1 300 000  | 1 млн руб.     | Минкульт                                                                               |
| 2017 | Огни большой деревни              | Илья Учитель       | Константин Челидзе               | 75 млн руб.    | 5 млн руб.     | Минкульт / Фонд Кино                                                                   |
| 2017 | Матильда                          | Алексей Учитель    | Александр Терехов                | 1,5 млрд руб.  | 537 млн руб.   | Фонд Кино                                                                              |
| 2019 | Битва                             | Анар Аббасов       | Анар Аббасов                     | 80 млн руб.    | 36 млн руб.    | Минкульт / Фонд Кино                                                                   |
| 2020 | Цой                               | Алексей Учитель    | Александр Гоноровский            | 150 млн руб.   | 26 млн руб.    | Фонд Кино                                                                              |
| 2020 | Китобой                           | Филипп Юрьев       | Филипп Юрьев                     | 50 млн руб.    | 16 млн руб.    | Минкульт                                                                               |
| 2020 | Сентенция                         | Дмитрий Рудаков    | Дмитрий Рудаков                  | 37 млн руб.    | 0,06 млн руб.  | Минкульт                                                                               |
| 2022 | Однажды в пустыне                 | Андрей Кравчук     | Ариф Алиев                       | 600 млн руб.   | 42 млн руб.    | Минобороны / Фонд Кино                                                                 |
| 2022 | Земун                             | Эдуард Жолнин      | Эдуард Жолнин                    | 25 млн руб.    | 3 млн руб.     | Минкульт                                                                               |
| 2023 | Девочка Нина и похитители пианино | Роман Шаляпин      | Юлия Крутова                     | 75 млн руб.    | 13 млн руб.    | Минкульт                                                                               |
| 2023 | Миттельмарш                       | Софья Меледина     | Наталья Дементьева               | 40 млн руб.    | 0,2 млн руб.   | Минкульт / субсидия СПб                                                                |
| 2023 | Ниша                              | Антон Ермолин      | Рамиль Хадиулин                  | 43 млн руб.    | 0,4 млн. руб.  | Минкульт                                                                               |
| 2024 | Летучий корабль                   | Илья Учитель       | Константин Челидзе               | 750 млн. руб.  | 1,1 млрд. руб. | Фонд Кино                                                                              |
| 2024 | Особенности национальной больницы | Станислав Светлов  | Александр Рогожкин               | —              | —              | Минкульт                                                                               |
| 2025 | На этой земле                     | Рената Джало       | Рената Джало, Елизавета Меледина | —              | —              | Минкульт                                                                               |

Другие работы студии
Картины не вышли в широкий прокат.
| Дата | Фильм             | Режиссёр             | Сценарист                  | Госфинансирование | Примечание                |
| ---- | ----------------- | -------------------- | -------------------------- | ----------------- | ------------------------- |
| 1997 | Элита             | Алексей Учитель      | Алексей Учитель            | Лендок            | документальный фильм      |
| 2000 | Сиреневые сумерки | Юрий Конопкин        | Елена Есилевская           | Роскультура       | телефильм                 |
| 2003 | Хранитель времени | Роберт Кромби        | Юджин Ефуни                | Роскультура       | телефильм                 |
| 2005 | Собака Павлова    | Екатерина Шагалова   | Екатерина Шагалова         | Роскультура       | телефильм                 |
| 2007 | Враги             | Мария Можар          | Мария Можар                | Роскультура       | телефильм                 |
| 2011 | Захар             | Константин Сухарьков | Константин Сухарьков       | Минкульт / ВГИК   | документальный фильм      |
| 2011 | Музыкант          | Анна Матисон         | Анна Матисон               | Минкульт          | документальный фильм      |
| 2011 | Бизнес по-русски  | Таисия Решетникова   | Таисия Решетникова         | Минкульт          | документальный фильм      |
| 2012 | Нет проблем       | Таисия Решетникова   | Таисия Решетникова         | Минкульт          | документальный фильм      |
| 2012 | Дорога на         | Таисия Игуменцева    | Александра Головина        | ВГИК              | короткометражный фильм    |
| 2012 | Суходол           | Александра Стреляная | Александра Стреляная       | Минкульт          | телефильм                 |
| 2013 | Море              | Александра Стреляная | Александра Стреляная       | Минкульт          | телефильм                 |
| 2016 | Святый Боже       | Владлена Санду       | Владлена Санду             | Минкульт          | короткометражный фильм    |
| 2016 | Амун              | Анар Аббасов         | Анар Аббасов               | Минкульт          | телефильм                 |
| 2018 | Позвоните Мышкину | Илья Казанков        | Илья Казанков              | Минкульт          | телефильм                 |
| 2018 | Сокровища Ермака  | Олег Денисов         | Кирилл Седухин             | Минкульт          | телефильм                 |
| 2019 | Skype             | Рената Джало         | Рената Джало               | ВГИК              | короткометражный докфильм |
| 2022 | Уйти в остров     | Яна Чиж              | Яна Чиж                    | Минкульт          | документальный фильм      |
| 2022 | Щедрин-сюита      | Ладо Моргания        | Ася Колодижнер             | Минкульт          | документальный телефильм  |
| 2023 | Ленечка           | Рената Джало         | Александра Беженар         | Минкульт          | документальный фильм      |
| 2024 | Плевако           | Анна Матисон         | Савва Минаев, Анна Матисон | ИРИ               | сериал (10 эпизодов)      |